# Caryothraustes
Caryothraustes és un gènere d'ocells de la família dels cardinàlids (Cardinalidae).

## Taxonomia
El gènere va ser introduït pel naturalista alemany Ludwig Reichenbach el 1850. L'espècie tipus va ser designada posteriorment com el cardenal alaverd. El nom Caryothraustes combina les paraules dels grec antic «karuon» que significa “nou” i «thraustēs» “trencador”.
Segons la Classificació del Congrés Ornitològic Internacional (versió 14.2, 2024) aquest gènere està format per dues espècies:
- cardenal caranegre - (Caryothraustes poliogaster).
- cardenal alaverd - (Caryothraustes canadensis).